# Goderdzi Cioheli
Goderdzi Cioheli (georgiană:გოდერძი ჩოხელი) (n. 2 octombrie 1954 – d. 16 noiembrie 2007) a fost un scriitor și regizor georgian.